# Objaw Beevora
Objaw Beevora (ang. Beevor's sign) – ruch pępka w kierunku głowy przy zginaniu szyi. Spowodowany osłabieniem mięśni dolnej partii brzucha. 

## Patofizjologia
Objaw Beevora jest charakterystyczny dla uszkodzenie rdzenia kręgowego na poziomie Th6–Th10. Był także opisywany w stwardnieniu zanikowym bocznym i dystrofii twarzowo-łopatkowo-ramieniowej.

## Historia
Nazwa objawu honoruje angielskiego neurologa Charlesa Edwarda Beevora.